# دون كولينج
دون كولينج (14 أكتوبر 1909 – 7 يونيو 1944) هو مبارز بالسيف كندي راحل، مثّل بلاده في الألعاب الأولمبية الصيفية 1936.

## روابط خارجية
دون كولينج على موقع اللجنة الأولمبية الدولية (الإنجليزية)
- دون كولينج على موقع أوليمبيديا (الإنجليزية)
- دون كولينج على موقع اللجنة الأولمبية الكندية (الإنجليزية)